# Wladislaw Witenko
Wladislaw Witenko (* 18. März 1995 in Ridder, Kasachstan) ist ein kasachischer Biathlet.

## Karriere
Wladislaw Witenko nahm erstmals im Rahmen der Juniorenweltmeisterschaften 2013 in Obertilliach an internationalen Wettkämpfen teil. Dort erreichte er im Einzel einen 20. Platz und mit der Staffel einen 12. Platz.
Bei den Juniorenweltmeisterschaften im nächsten Jahr konnte er mit einem 10. Platz im Sprint eine Top-Ten-Platzierung erreichen, in der anschließenden Verfolgung wurde er 13. und verfehlte mit der Staffel, mit einem 4. Platz, das Podest knapp.
2015 waren ein 15. Platz im Einzel und ein 14. Platz mit der Staffel seine besten Ergebnisse bei den Juniorenweltmeisterschaften.
In der Saison 2015/16 startete er im IBU-Junior-Cup und konnte bei den beiden letzten Sprints der Saison in Martell jeweils Top-Ten-Ergebnisse erreichen. Auch in dieser Saison startete Witenko bei den Juniorenweltmeisterschaften kam aber nur in der Verfolgung unter die besten zwanzig eines Einzelrennens.
In der Saison 2016/17 startete Witenko erstmals im IBU-Cup und wurde in der Gesamtwertung 140. In dieser Saison hatte er auch seinen ersten Weltcupeinsatz und wurde 100. im Sprint. Sein erstes Rennen bei Weltmeisterschaften war das Einzel bei den Weltmeisterschaften in Hochfilzen. Bei seinem einzigen Start dieser Weltmeisterschaften belegte er den 84. Rang.
Die Saison 2017/18 startete er fast durchgehend im Weltcup und erreichte seine beste Platzierung mit einem 47. Platz im Sprint in Kontiolahti. Dort wurde, zusammen mit Galina Wischnewskaja, neunter in der Single-Mixed-Staffel.
Bei den Olympischen Winterspielen 2018 in Pyeongchang wurde er im Sprint 79., im Einzel 83. und im Staffelrennen erreichte er den 17. Platz.

## Statistik

### Biathlon-Weltcup-Platzierungen
Die Tabelle zeigt alle Platzierungen (je nach Austragungsjahr einschließlich Olympische Spiele und Weltmeisterschaften).
- 1.–3. Platz: Anzahl der Podiumsplatzierungen
- Top 10: Anzahl der Platzierungen unter den ersten zehn (einschließlich Podium)
- Punkteränge: Anzahl der Platzierungen innerhalb der Punkteränge (einschließlich Podium und Top 10)
- Starts: Anzahl gelaufener Rennen in der jeweiligen Disziplin
- Staffel: inklusive Mixed- und Single-Mixed-Staffeln

| Platzierung              | Einzel | Sprint | Verfolgung | Massenstart | Staffel | Gesamt |
| ------------------------ | ------ | ------ | ---------- | ----------- | ------- | ------ |
| 1. Platz                 |        |        |            |             |         |        |
| 2. Platz                 |        |        |            |             |         |        |
| 3. Platz                 |        |        |            |             |         |        |
| Top 10                   |        |        |            |             | 1       | 1      |
| Punkteränge              |        |        |            |             | 18      | 18     |
| Starts                   | 5      | 18     | 2          |             | 19      | 44     |
| Stand: 31. Dezember 2021 |        |        |            |             |         |        |

### Olympische Winterspiele
|                                             | Einzelwettbewerbe | Einzelwettbewerbe | Einzelwettbewerbe | Einzelwettbewerbe | Staffelwettbewerbe | Staffelwettbewerbe |
| Sprint                                      | Verfolgung        | Einzel            | Massenstart       | Herrenstaffel     | Mixedstaffel       |                    |
| ------------------------------------------- | ----------------- | ----------------- | ----------------- | ----------------- | ------------------ | ------------------ |
| Olympische Winterspiele 2018 \| Pyeongchang | 79.               | –                 | 83.               | –                 | 17.                | –                  |

### Weltmeisterschaften
| Weltmeisterschaften | Weltmeisterschaften | Einzelwettbewerbe | Einzelwettbewerbe | Einzelwettbewerbe | Einzelwettbewerbe | Staffelwettbewerbe | Staffelwettbewerbe |
| Jahr                | Ort                 | Einzel            | Sprint            | Verfolgung        | Massenstart       | Herrenstaffel      | Mixedstaffel       |
| ------------------- | ------------------- | ----------------- | ----------------- | ----------------- | ----------------- | ------------------ | ------------------ |
| 2017                | Hochfilzen          | 84.               | –                 | –                 | –                 | –                  | –                  |

### Juniorenweltmeisterschaften
| Weltmeisterschaft | Weltmeisterschaft | Einzel | Sprint | Verfolgung | Staffel |
| Jahr              | Ort               | Einzel | Sprint | Verfolgung | Staffel |
| ----------------- | ----------------- | ------ | ------ | ---------- | ------- |
| 2013              | Obertilliach      | 20.    | 43.    | 51.        | 12.     |
| 2014              | Presque Isle      | 26.    | 10.    | 13.        | 4.      |
| 2015              | Minsk             | 15.    | 63.    | –          | 14.     |
| 2016              | Cheile Grădiștei  | 55.    | 28.    | 20.        | 12.     |